# Региональные выборы в Калабрии (1990)
Региональные выборы в Калабрии 1990 года — 5-е выборы Совета и президента Калабрии, проведённые 6-7 мая. На выборах победу одержала партия «Христианская демократия», набравшая более 450 тыс. голосов.

## Явка избирателей
На избирательном органе выборов 6-7 мая количество избирателей составило более 1,1 млн человек. После закрытия участков, подсчёта голосов, явка составила 75,77 % (на 3,03 % меньше, чем на выборах 1985 года).

## Результаты выборов
| Партии                                              | %     | Голоса    | Места |
| --------------------------------------------------- | ----- | --------- | ----- |
| Христианская демократия                             | 38,16 | 451 337   | 16    |
| Итальянская социалистическая партия                 | 22,30 | 263 807   | 9     |
| Итальянская коммунистическая партия                 | 19,45 | 230 012   | 8     |
| Итальянская демократическая социалистическая партия | 5,84  | 69 045    | 2     |
| Итальянское социальное движение                     | 4,28  | 50 605    | 2     |
| Итальянская республиканская партия                  | 2,89  | 34 160    | 1     |
| Итальянская либеральная партия                      | 2,01  | 24 101    | 1     |
| Пролетарская демократия                             | 1,18  | 14 003    | 1     |
| Зеленый список                                      | 1,10  | 13 030    | 0     |
| Радужные зелёные                                    | 0,93  | 11 028    | 0     |
| Лига Южной Калабрии                                 | 0,28  | 2928      | 0     |
| Прочие партии                                       | 1,58  | 18 741    | 0     |
| Итого                                               | 100   | 1 182 797 | 40    |